# Belém Challenger 2006
Il Belém Challenger 2006 è stato un torneo di tennis facente parte della categoria ATP Challenger Series nell'ambito dell'ATP Challenger Series 2006. Il torneo si è giocato a Belém in Brasile dall'11 al 17 settembre 2006 su campi in terra rossa.

## Vincitori

### Singolare
Guillermo Cañas ha battuto in finale  Carlos Berlocq 4-6, 6-2, 7–6(8)

### Doppio
Brian Dabul /  Cristian Villagrán hanno battuto in finale  Alessandro Da Col /  Francesco Piccari 6-1, 7–6(5)